# Zircon (satélite)
Zircon era codinome para um satélite SIGINT britânico, cuja intenção era ser lançado em 1988, antes de ser cancelado.
Durante a Guerra Fria a Government Communications Headquarters (GCHQ) britânica estava utilizando os serviços da National Security Agency dos Estados Unidos. A GCHQ decidiu produzir um satélite britânico para interceptar informações, que seria chamado de Zircon, um codinome derivado do zircon, um substituto do diamante. Sua função seria interceptar sinais de rádio e outros equipamentos da URSS, Europa e de outras áreas. O satélite seria lançado pelo programa Ônibus Espacial da NASA com o disfarce de Skynet IV e teria levado ao primeiro homem do Reino Unido no espaço.
O Zircon foi cancelado devido ao custo em 1987. Apesar disso, Duncan Campbell, um jornalista investigador trabalhando para a revista New Statesman, publicou um artigo sobre o Zircon. Ele descobriu que o projeto Zircon vinha sendo escondido do Parlamento e estimou que estava custando para o governo £ 100 000 000 por ano. Ele iria apresentar o Zircon em um programa da BBC chamado "Secret Society" em 1986, porém ações foram tomadas para evitar a transmissão do programa. O artigo da New Statesman foi publicado em janeiro de 1987 e o programa de televisão foi transmitido vários anos depois.